# Achelense
La achelense, o industria de modo 2, es una industria lítica originada en el Paleolítico inferior. También es conocida como acheliense o acheulense.

## Datación
Se estima que el período olduvayense (o industria de modo 1) apareció en el este de África hace 2,5 millones de años, mientras que la industria de modo 2 se originó hace por lo menos 1,65 millones de años según los restos más antiguos encontrados en la región del lago Turkana occidental (en Kenia).
La tecnología achelense se extendió primero por el valle del Rift y África Oriental, como demuestran, por ejemplo, los hallazgos en la Capa II del yacimiento de Olduvai, en Tanzania y en la región de Konso, en el sur de Etiopía, que datan de aproximadamente 1,5 millones de años.
Se caracteriza por los bifaces, hendedores (bifaz al que han dado un golpe oblicuo) y por una elaboración más compleja, pudiendo dividirse en varias fases de perfeccionamiento. Se atribuye su primer uso al Homo ergaster.

## Historia de los descubrimientos
Se considera que John Frere fue el primero en sugerir una temprana datación de los bifaces achelenses. En 1797 envió desde Hoxne (en Suffolk) dos ejemplos a la Royal Academy (de Londres). Frere había encontrado huesos de animales extintos en los depósitos lacustres donde halló dichos bifaces y concluyó que estos habían sido hechos por personas que no conocían el uso del metal, en un periodo muy antiguo. Sus ideas fueron ignoradas por sus contemporáneos, todavía con una mentalidad predarwiniana de la evolución humana.

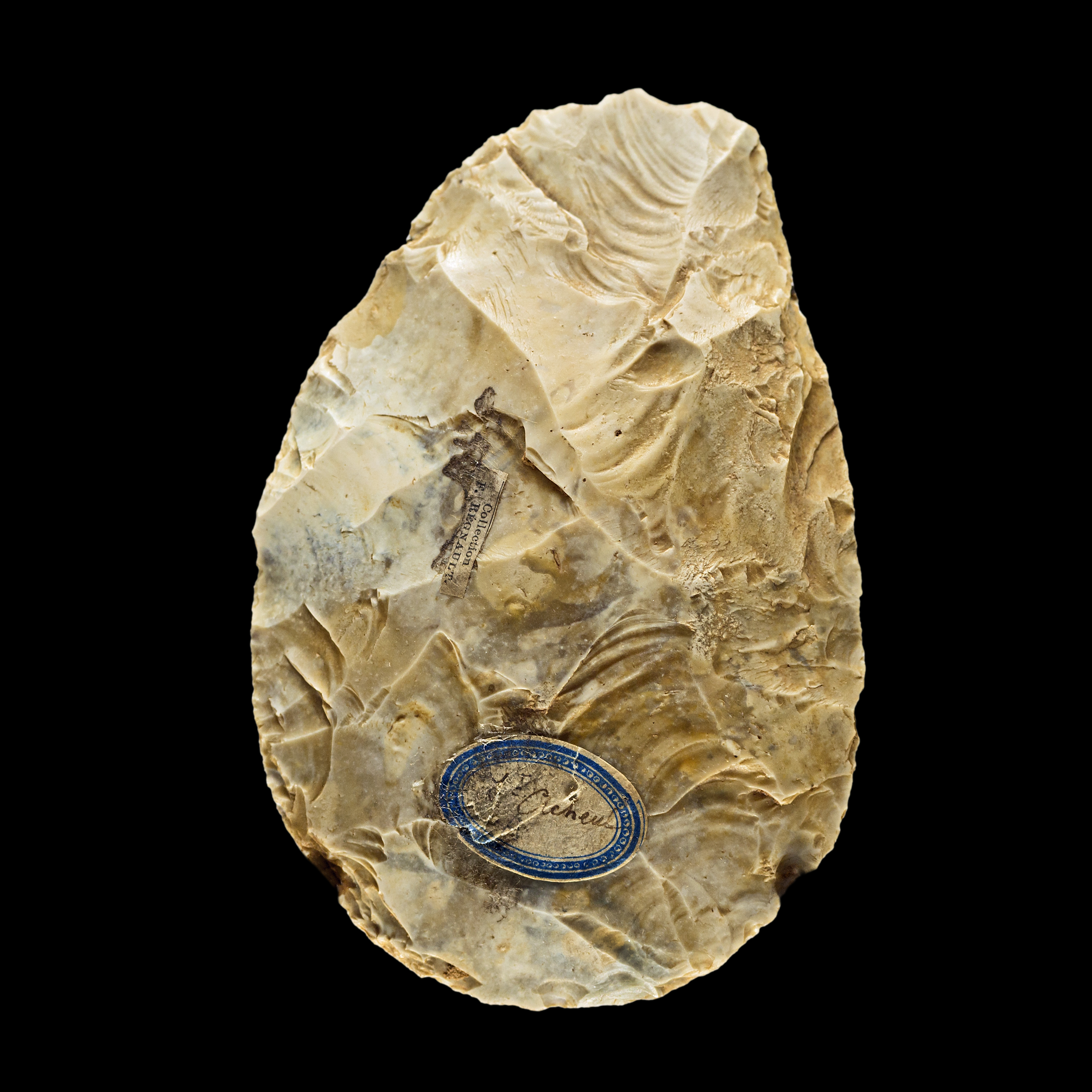
Bifaz achelense procedente de Saint-Acheul (Francia).

Más tarde, entre 1836 y 1846, el empleado de aduanas y coleccionista de antigüedades Jacques Boucher de Crèvecœur de Perthes escribió unos trabajos sobre su colección de bifaces y huesos fósiles animales recogidos en las terrazas de grava del río Somme, cerca de Abbeville (en el norte de Francia). Nuevamente, atribuyó una gran antigüedad a estos hallazgos, que fue rechazada por la comunidad científica de la época, hasta que uno de los principales oponentes, el Dr. Jean Paul Rigollot, encontró más herramientas cerca de Saint Acheul (Picardía). Gracias a las investigaciones en ambos yacimientos del geólogo Joseph Prestwich, finalmente se aceptó la gran antigüedad de estas herramientas.
Fue en 1925 cuando el nombre asociado a esta industria, descrita más concisamente por Louis Laurent Gabriel de Mortillet en 1872, pasó a llamarse achelense (por Saint Acheul, el yacimiento de Rigollot).

## Tecnología
El achelense se caracteriza por ser la primera cultura lítica que posee bifaces en su tipología. Esta innovación principal, asociada con las hachas de mano y cuchillas achelenses, consiste en que la piedra fue trabajada de forma simétrica a ambos lados de la lasca.
Los tipos de herramientas en los conjuntos achelenses incluyen puntas, hachas de mano, cuchillas, herramientas de lascas retocadas, raspadores, y segmentos. Los materiales utilizados estuvieron determinados por los tipos de piedra local; así, en África las rocas ígneas y sedimentarias, como el basalto, fueron las más ampliamente utilizadas, en tanto el pedernal se asocia con las herramientas encontradas en Europa Occidental. Entre otros materiales se utilizaron calcedonia, cuarcita, andesita, arenisca, cuarzo y esquisto. Incluso se aprovecharon rocas relativamente blandas como la piedra caliza.
En todos los casos los fabricantes de herramientas trabajaban sus hachas de mano con materias primas provenientes de lugares cercanos, lo que sugiere que el achelense fue un conjunto de habilidades transferidas entre los distintos grupos.
Algunas de las herramientas más pequeñas se hicieron con fragmentos resultantes de los golpes a los núcleos de piedra. Característica del achelense es la fabricación de herramientas secundarias con los residuos de la labor primaria sobre el núcleo. Tal característica sugiere una técnica más compleja, que requería que el fabricante de herramientas planificara o conociera paso a paso la secuencia que se necesitaba seguir para crear varias herramientas en un proceso.
Se utilizaba un martillo duro para esbozar la forma de la herramienta primaria mediante la eliminación de escamas grandes. Los fragmentos mayores podían ser reutilizados para crear otras herramientas. El fabricante trabajaba alrededor del núcleo de piedra, separando pequeños fragmentos simétricamente en cada cara. La marca creada al eliminar el fragmento anterior, servía de plataforma del golpe que cortaba el siguiente. Aunque los errores al martillar o los defectos en el material utilizado podrían causar problemas, el fabricante de herramientas especializado podría superarlos.
A medida que se creaba una forma sin asperezas, se retiraban fragmentos más pequeños, lo que se hacía con un martillo blando, de hueso, por ejemplo. El martilleo suave requería una más cuidadosa preparación de la plataforma que garantizara que el martillo no se resbalara al golpear, y que era pulida con una piedra gruesa. A continuación se aplicaba la conformación final del filo o borde de corte útil de la herramienta mediante la eliminación fina de las escamas menores. Algunas herramientas achelenses sin embargo eran afiladas por la eliminación de un fragmento tranchet. Para esto se golpeaba desde el borde lateral del hacha de mano cerca de la zona de corte prevista, dando como resultado la retirada de una escama que discurre a lo largo y en paralelo a la hoja del hacha para crear un filo de trabajo limpio y muy afilado. Los distintivos fragmentos que quedan de este trabajo fino se han denominado tranchet y han sido identificados entre los restos de talla de piedras en los yacimientos achelenses.

## Dispersión
A continuación, una síntesis de los límites inferior y superior de la aparición de las culturas (según dicte el registro arqueológico) en distintas zonas del mundo.

### África
Existen una serie de yacimientos localizados en las proximidades del lago Turkana, en Kenia que se corresponden con el instrumental lítico achelense más antiguo. La naturaleza del registro arqueológico en estos lugares, y la datación asociada a ella es polémica, puesto que en estos asentamientos aparecen mezclados restos olduvayenses y achelenses, que muestran, en parte, la transición entre ambas culturas. La opinión mayoritaria es que el achelense hace aparición en estos lugares hace 1,65 millones de años, aunque otros atrasan estas fechas a 1,8 millones de años. Con respecto a los últimos restos encontrados, pueden ubicarse en torno a los 0,18 millones de años, en Zambia.

### Oriente Medio
Aunque la zona del Oriente Próximo fue poblada hace unos 2 millones de años (en Riwat, norte de Pakistán), el achelense apareció por primera vez hace 1,4 millones de años. En concreto, en el yacimiento de Ubeidiya (en Israel), y su presencia se constató hasta hace al menos 200 000 años, en Jolón, igualmente en Israel. También se han encontrado restos del achelense en Pakistán y Siria (del 700 000 al 500 000 a. p.), así como en otros puntos de Oriente próximo. Pero la gran mayoría de restos de todo el intervalo entre 1,4 y 0,2 millones de años proceden de Israel, que es la región donde más se ha excavado.

### Asia
Aunque Asia normalmente se divide en varias subáreas geográficas, que coinciden en mayor o menor medida con las subáreas arqueológicas de interés (como puede ser la zona de Indonesia, la zona de la India, o la zona de China). Tratándolo como un todo, se puede decir que los más antiguos restos del período achelense en Asia se han encontrado en la India, en Attiramapakkam (estado de Tamil Nadú), que datan de por lo menos hace un millón de años, con una edad promedio de 1,51 (±0,07) millones de años y en Isampur (valle del Hunsgi, en el estado de Karnataka), que podrían datar de hace 1,27 millones de años.
Al sur de China, en Guangxi-Zhuang, se han encontrado herramientas achelenses que datan de hace 0,8 millones de años. Las más recientes se localizan en Ngandong (Indonesia), de entre el 51000 y el 25000 a. C. Durante todo este transcurso de tiempo, se han localizado, sobre todo, restos achelenses tanto en China como en la India.

### Europa
En Europa, el achelense hizo su aparición hace unos 900 000 u 800 000 años, identificado en 2022 en la Cueva Negra cerca de Caravaca de la Cruz (Murcia, España) Anteriormente se había localizado un bifaz de 600 000 años (en Fordwich, Inglaterra), que representa el abbevillense, nombre dado a un primer estadio de achelense en Europa. Su datación más tardía se cifra entre 125 000 y 70 000 años en Cys-la-Comune (Aisne, Francia). En todo este intervalo de tiempo, hay, sobre todo, restos achelenses en España, Inglaterra, Italia y Alemania.

## Tipología

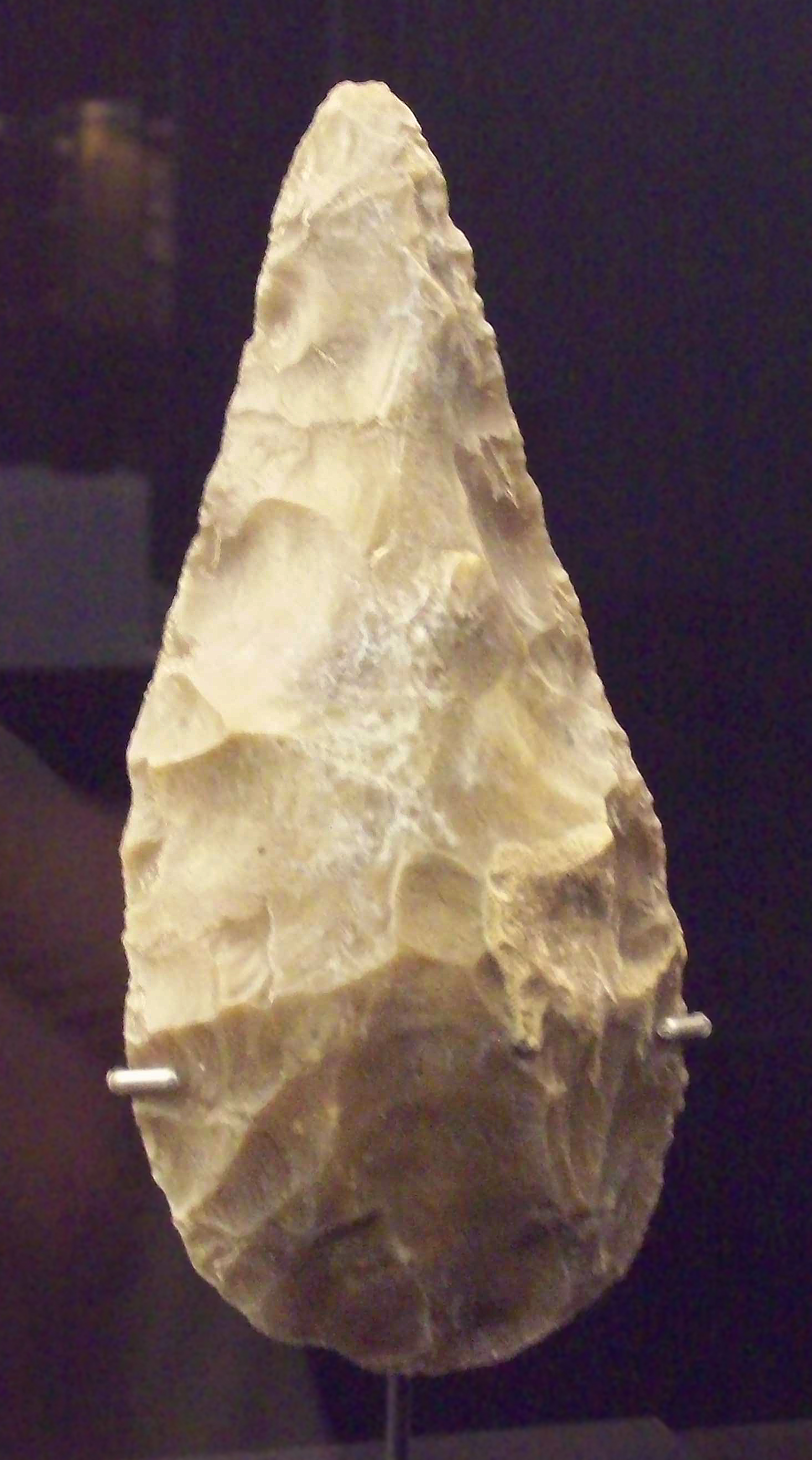
Bifaz achelense de 200 000 años a. p. hallado en Madrid (España).

Su panoplia varía a lo largo de toda la secuencia: por un lado tendríamos la industria nuclear (fundamentalmente, núcleo y canto tallado); la industria bifacial (triedro, bifaz y, en el Mediterráneo occidental, también hendidor); por último, los denominados útiles sobre lasca, a menudo asociados con determinadas «listas-tipo» (con raedera, muesca y denticulados, y útiles del grupo Paleolítico Superior, entre otros). En virtud a variaciones en los tipos, técnicas y porcentajes de esas industrias, se ha establecido una secuencia clásica que divide al achelense en tres etapas: inferior, medio y superior.
Tradicionalmente a estas tres fases se sumaban otras dos por ambos extremos: el abbevilliense y el micoquiense. Tanto una como otra se caracterizaban por los tipos de bifaces: el abbevilliense tenía bifaces muy toscos, tallados con percutor duro por medio de grandes lascados, con amplias zonas reservadas y sin regularización de aristas. El micoquiense tenía bifaces equilibrados de forma lanceolada con los bordes ligeramente cóncavos, tallados casi exclusivamente con percutor blando e intensamente regularizados, sobre todo en la zona de la punta. Acompañaban al bifaz micoquiense en esta industria, el bifaz cordiforme, las raederas y otros útiles que se desarrollarán, sobre todo, en el Paleolítico Medio y Paleolítico Superior.
Actualmente se han abandonado estas dos fases, englobadas respectivamente en el achelense inferior y superior. Localizados in situ solo en los lugares epónimos, y poco más, hoy se han eliminado como culturas autónomas y se tiende a considerarlos solo como un adjetivo que califica a un determinado tipo de bifaces. Aquí se conservará, para estos tipos de bifaces la denominación: «bifaz de estilo abbevillense» y «bifaz de estilo micoquiense», sin que ello presuponga ningún tipo de adscripción cronológica.
Cronológicamente, el achelense se desarrollaría desde hace unos 600 000 años, hasta hace unos 200 000 o 150 000 años. Su correlación con alguna glaciación alpina es compleja, ya que, excepto para la glaciación de Würm, no hay consenso sobre la datación de las mismas. En todo caso, podría decirse que coincide con parte del interglaciar Günz-Mindel, con la glaciación de Mindel, el interglaciar Mindel-Riss y con las primeras fases de la glaciación de Riss.
En lo que se refiere a los estadios isotópicos V28-V38, se propone en la tabla una correlación recogida tras cotejar numerosa bibliografía. Se trata solo de una propuesta para clarificar la división en estas fases, que de hecho es arbitraria, y el paso entre una y otra es gradual. En todo caso, se consideran los estadios 15, 13, 11, 9 y 7 como de transición entre las fases cronoculturales señaladas.

## Achelense inferior
| Estadios isotópicos | Clima    | Fases cronológicas |
| ------------------- | -------- | ------------------ |
| 6                   | Fresco   | musteriense        |
| 7                   | Templado |                    |
| 8                   | Frío     | achelense superior |
| 9                   | Cálido   |                    |
| 10                  | Fresco   | achelense medio    |
| 11                  | Cálido   |                    |
| 12                  | Frío     | achelense inferior |
| 13                  | Templado |                    |
| 14                  | Fresco   | abbevilliense      |
| 15                  | Templado |                    |
| 16                  | Frío     | preachelense       |
| 17                  | Templado |                    |

El achelense inferior parece arrancar con el abbevilliense. Después, las hachas bifaciales se afinan y surgen las hachas elípticas de talla bifacial, más o menos planas (limandes). Comienzan a desarrollarse los utensilios en lasca y aparecen algunas puntas toscas.
Este período se desarrolla en el interglacial Mindel-Riss (300 000 a 200 000 a. C.), de larga duración, y clima cálido, aunque después la glaciación de Riss acabó con la mayoría de los yacimientos.

## Achelense medio
El achelense medio aporta una gran variedad en las hachas bifaciales planas, limandes, lanceoladas, amigdaloides, etc.
Hay muchos útiles en lascas, y se han localizado también miles de estas procedentes de las tallas. El utillaje de lascas es abundante: varios tipos de raederas, puntas, utensilios denticulados, perforadores, etc.
En la zona central de España (concretamente en Torralba, cerca de Medinaceli) parecen existir hachuelas con lascas con influencia africana, lo que indicaría que mientras en el norte la población llegó en sucesivos traslados procedente de Francia, al centro y sur pudo llegar procedente de África, o bien procedente de Francia y de África simultáneamente. En esta zona central española se han encontrado junto a los útiles de los cazadores varios restos de esqueletos del Elephas antiquus.
El achelense medio se desarrolló durante la mayor parte de la Glaciación de Riss (200 000 a 125 000 a. C.). Las huellas de fuego, que ahora se ha hecho muy necesario, se multiplican.

## Achelense superior
El achelense superior comienza avanzada la Glaciación de Riss (quizás hacia el 140 000 a. C.), continuando en el interglaciar Riss-Würm (125 000-100 000 a. C.), acabando ya en el primer período würmiense (iniciado el 100 000 a. C.).
Las hachas bifaciales son de tipo muy evolucionado, lanceoladas, con punta finamente retocada y aristas laterales rectilíneas. Existen otras variedades (amigdaloides, cordiformes...) y hallazgos de este período se encuentran en Inglaterra, Bélgica, España, Portugal y Francia.